# Cestrum hirtellum
Cestrum hirtellum är en potatisväxtart som beskrevs av Diederich Franz Leonhard von Schlechtendal. Cestrum hirtellum ingår i släktet Cestrum och familjen potatisväxter. Inga underarter finns listade i Catalogue of Life.